# Sitticus nakamurae
Sitticus nakamurae är en spindelart som beskrevs av Kishida 1910. Sitticus nakamurae ingår i släktet Sitticus och familjen hoppspindlar. Inga underarter finns listade i Catalogue of Life.